# Liste der Baudenkmäler in Todtenweis
Auf dieser Seite sind die Baudenkmäler in der schwäbischen Gemeinde Todtenweis zusammengestellt. Diese Tabelle ist eine Teilliste der Liste der Baudenkmäler in Bayern. Grundlage ist die Bayerische Denkmalliste, die auf Basis des Bayerischen Denkmalschutzgesetzes vom 1. Oktober 1973 erstmals erstellt wurde und seither durch das Bayerische Landesamt für Denkmalpflege geführt wird. Die folgenden Angaben ersetzen nicht die rechtsverbindliche Auskunft der Denkmalschutzbehörde.

## Baudenkmäler nach Ortsteilen

### Todtenweis
| Lage                            | Objekt                                      | Beschreibung                                                                                                 | Akten-Nr.    | Bild                                        |
| ------------------------------- | ------------------------------------------- | --- | ------------ | ------------------------------------------- |
| Hauptstraße 21 (Standort)       | Pfarrhof                                    | zweigeschossiger Walmdachbau mit Putzdekor, 1756/58                                                          | D-7-71-169-1 | Pfarrhof                                    |
| Kirchstraße 4 (Standort)        | Katholische Pfarrkirche St. Ulrich und Afra | Saalbau mit eingezogenem Chor unter Stichkappentonne, Turmunterbau 15. Jahrhundert, 1737/38; mit Ausstattung | D-7-71-169-2 | Katholische Pfarrkirche St. Ulrich und Afra |
| St.-Ulrich-Straße 18 (Standort) | Bauernhaus, „Beim Gruin“                    | erdgeschossiger Satteldachbau, wohl Ende 18. Jahrhundert                                                     | D-7-71-169-5 | Bauernhaus, „Beim Gruin“                    |

### Bach
| Lage                        | Objekt                                     | Beschreibung                                   | Akten-Nr.    | Bild                                       |
| --------------------------- | ------------------------------------------ | ---------------------------------------------- | ------------ | ------------------------------------------ |
| Hofmarkstraße 27 (Standort) | Katholische Kapelle Beatae Mariae Virginis | schlichter Rechteckbau mit Dachreiter, um 1818 | D-7-71-169-3 | Katholische Kapelle Beatae Mariae Virginis |

### Sand
| Lage                      | Objekt                  | Beschreibung | Akten-Nr.    | Bild                    |
| ------------------------- | ----------------------- | --- | ------------ | ----------------------- |
| Kapellenstraße (Standort) | Katholische Feldkapelle | schlichter Rechteckbau mit geschweiftem Giebel und Pilastern, 1. Hälfte 18. Jahrhundert; mit Ausstattung; am nördlichen Rand des Ortes | D-7-71-169-4 | Katholische Feldkapelle |

## Ehemalige Baudenkmäler
| Lage                             | Objekt     | Beschreibung | Akten-Nr.    | Bild       |
| -------------------------------- | ---------- | --- | ------------ | ---------- |
| Bach Hofmarkstraße 17 (Standort) | Bauernhaus | erdgeschossiger Satteldachbau mit Gred, um 1830; Nebengebäude, Satteldachbau mit Putzgliederung im Stallbereich, gleichzeitig | D-7-71-169-6 | Bauernhaus |